# Monasterevin
Monasterevin (Mainistir Eimhín en irlandais), aussi Monasterevan et Mevin, est une ville du comté de Kildare en Irlande.

## Géographie
La ville de Monasterevin comptait 4 246 habitants en 2016.
Monasterevin est située à la frontière du comté de Kildare et du comté de Laois. Les villes et districts de Rathangan, Kildare, Portarlington et Athy entourent la paroisse. Les principales caractéristiques géographiques de la campagne sont la  Barrow, ses affluents, la vaste tourbière et l'affleurement calcaire de Moore Abbey Hill.
Située à 63 km de Dublin sur la route R445, Monasterevin a été soulagée d'une grande partie du trafic de transit par l'ouverture en 2004 d'un tronçon de l'autoroute M7 contournant la ville sur la route N7, de Dublin vers Limerick.
La gare de Monasterevin se trouve sur les lignes ferroviaires InterCity pour les trains de Dublin vers le sud-ouest (Cork, Limerick et Tralee) et l'ouest (Galway et Mayo).
La ville est également sur le réseau de canaux irlandais reliant le Grand Canal et la rivière Barrow.

## Culture
De 1987 à 2015, un Festival littéraire Gerard Manley Hopkins a eu lieu chaque année dans la ville que le poète a décrit comme "l'un des piliers de mon existence" alors qu'il enseignait à Dublin. Il a ensuite déménagé à Newbridge, ville voisine.

## Sports
Le Monasterevin G.F.C. est l'un des clubs de football locaux de la Gaelic Athletic Association, les autres comprenant Ballykelly GAA et le club de hurling Ros Glas.[citation nécessaire]
Monasterevin est le lieu de naissance du champion de tennis de Wimbledon, Willoughby Hamilton.